# 克鲁格洛耶农村居民点 (沃罗涅日州)
克鲁格洛耶农村居民点（俄语：Круглянское сельское поселение）是俄罗斯联邦沃罗涅日州卡希尔斯科耶区所属的一个农村居民点。其下辖有2个居民点，行政中心为克鲁格洛耶。据2016年统计，该农村居民点的人口为856人。